# Enypia elaborata
Enypia elaborata là một loài bướm đêm trong họ Geometridae.